# Ranuccio Farnèse
Pour les articles homonymes, voir Cardinal Farnèse.
Pour les autres membres de la famille, voir Maison Farnèse.
Ranuce Farnèse, en italien Ranuccio Farnese (Valentano, 11 août 1530 – Parme, 29 octobre 1565, petit-fils de Paul III et frère de Alexandre Farnèse (1520 – 1589), fut un cardinal, surnommé le Grand Cardinal. Il fut également connu sous la désignation de Petit cardinal de Saint-Ange, en italien  cardinalino di Sant'Angelo ou simplement sous celle de cardinale di Sant'Angelo, selon sa titulature. Le cardinal Ranuccio Farnese fut un grand mécène et un homme de grande droiture. S. Charles Borromée a rendu hommage à son savoir et à son immense charité.

## Biographie
Ranuce naquit le 11 août 1530 de Pierre-Louis Farnèse et Gerolama Orsini de Pitigliano, dans le château de Valentano.
Après l'accession de son grand-père le pape Paul III au siège pontifical, en 1534, il fut décidé que le jeune Ranuce devait suivre la carrière ecclésiastique, comme son frère Alexandre Farnèse. Après un bref séjour au collège Ancarano de Bologne, en 1540, il fut nommé prieur provincial, titulaire du grand prieuré de Venise (it) de l'ordre de Saint-Jean de Jérusalem et il fut envoyé à Padoue pour finir ses études, accompagné de son précepteur Gianfrancesco Leoni. À l'occasion de cette investiture, il adopta comme  armoiries l'emblème des Farnèse, d’or aux six lys d’azur et parfois représenté surmonté du chef de gueule à croix latine d’argent (qui est de l’Ordre de Saint-Jean de Jérusalem).
Le 13 août 1544, à la suite de la mort du cardinal Francesco Carafa, archevêque de Naples, Paul III conféra le siège à Ranuce. Au cours d'un séjour du pape à Viterbe, le nouvel archevêque, encore seulement âgé de quatorze ans, tint une admirable conférence sur les littératures grecque et latine et sur la dialectique, que toute l'assistance apprécia et admira.
Au cours du consistoire du 16 décembre 1545, il fut créé cardinal, ainsi que Henri, futur roi de Portugal, Georges d'Amboise et Pedro Pacheco de Villena.
Lors du conflit entre le pape Jules III (Giulio III)  et Octave Farnèse, duc de Parme (1550-1551), le cardinal resta hors de Rome, trouvant asile chez sa sœur à Urbino, puis à Venise. Le pape lui restitua ses titres le 4 novembre 1553.
Pendant le premier  conclave de 1555, Ranuce et son cousin Guido Ascanio Sforza di Santa Fiora furent parmi les partisans à l'élection du cardinal Marcello Cervini (pape Marcel II), proche de la maison Farnèse et en particulier d'Alessandro, le frère de Ranuccio, qu'il avait accompagné dans des missions diplomatiques à l'étranger.
Le 7 février 1565, le cardinal fut promu au titre de cardinal-évêque de Sainte-Sabine. Il mourut de fièvre le 29 octobre 1565, à Parme. La nouvelle de sa mort parvint à Rome le 1er novembre. Il fut inhumé provisoirement en la cathédrale de Parme, puis, selon sa volonté, sa dépouille mortelle fut transférée au caveau familial situé sur l'île Bisentina.

## Mécénat
le cardinal Ranuccio fut chargé de réorganiser la bibliothèque réunie par le pape Paul III. Installé au palais Farnèse de Rome, il fit travailler nombre de grands artistes de son temps. Il réunit autour de lui une vraie familia d'humanistes et d'érudits, dont Giovanni Della Casa, Annibal Caro et Latino Latini. Il protégea de nombreux érudits, parmi lesquels Carlo Sigonio, Gian Vincenzo Pinelli et Ulisse Aldovrandi ; mais sa plus grande intuition fut celle d’avoir choisi comme bibliothécaire Fulvio Orsini et d’avoir activement soutenu les recherches mathématiques de Federico Commandino (1509-1575).
Fulvio Orsini était un descendant illégitime des Orsini ; en 1558 il entra au service du "Gran Cardinale" Alexandre, et peu de temps après Ranuccio le nomma responsable de la bibliothèque du Palais Farnèse. Grâce à lui la bibliothèque s'enrichit encore d'ouvrages de grande valeur. Ranuccio acquit aussi une collection de médailles et de pièces archéologiques diverses, provenant des recherches de la famille Orsini. L’antichambre du palais Farnèse (aujourd'hui bureau de l'ambassadeur de France à Rome) fut décorée des gloires de la famille et de Paul III par Francesco de' Rossi, dit Francesco Salviati.

## Charges occupées
- Commandeur de l'ordre de Saint-Jean de Jérusalem de Santa Maria Maggiore à Bologne de 1538 à sa mort ;
- Prieur de l'ordre de Saint-Jean de Jérusalem de San Giovanni dei Forlani à Venise à partir de 1540 ;
- Abbé commendataire de l'abbaye de Rosazzo de janvier 1544 à sa mort ;
- Administrateur apostolique du siège épiscopal de Naples du 13 août 1544 au 22 février 1549 ;
- Cardinal-diacre lors du consistoire du 16 décembre 1545 ;
- Titulaire de la diaconie de Santa Lucia in Silice du 5 mai 1546 au 7 octobre 1546 ;
- Légat apostolique dans les Marches du 27 août 1546 au 2 novembre 1547 ;
- Titulaire de la diaconie de Sant'Angelo in Pescheria du 8 octobre 1546 au 6 février 1565 ;
- Administrateur apostolique du Patriarcat latin de Constantinople du                       8 octobre 1546 au 19 mars 1550 ;
- Pénitencerie apostolique du 12 février 1547 à sa mort ;
- Archiprêtre de la basilique patriarcale du Latran du 25 mars 1547 à sa mort ;
- Abbé commendataire de l'abbaye de Farfa et de San Salvatore Maggiore de 1547 à 1563 ;
- Administrateur apostolique du siège épiscopal de Ravenne du 11 octobre 1549 au 28 avril 1564 ;
- Précepteur commendataire de Persiceto de 1548 à 1562 ;
- Électeur lors du conclave de 1549 ;
- Légat apostolique à Viterbe en 1551 ;
- Légat a latere  dans la province du patrimoine de saint Pierre du 18 février 1551 ;
- Électeur lors des deux conclaves de 1555 ;
- Électeur lors du conclave de 1559 ;
- Gouverneur de Montefiascone en 1560 ;
- Administrateur apostolique du siège épiscopal de Bologne du 28 avril 1564 à sa mort ;
- Cardinal-évêque titulaire de Sabina à partir du 7 février 1565 ;
- Gouverneur de Stroncone en 1565.